# Pacto dos Bálcãs de 1953

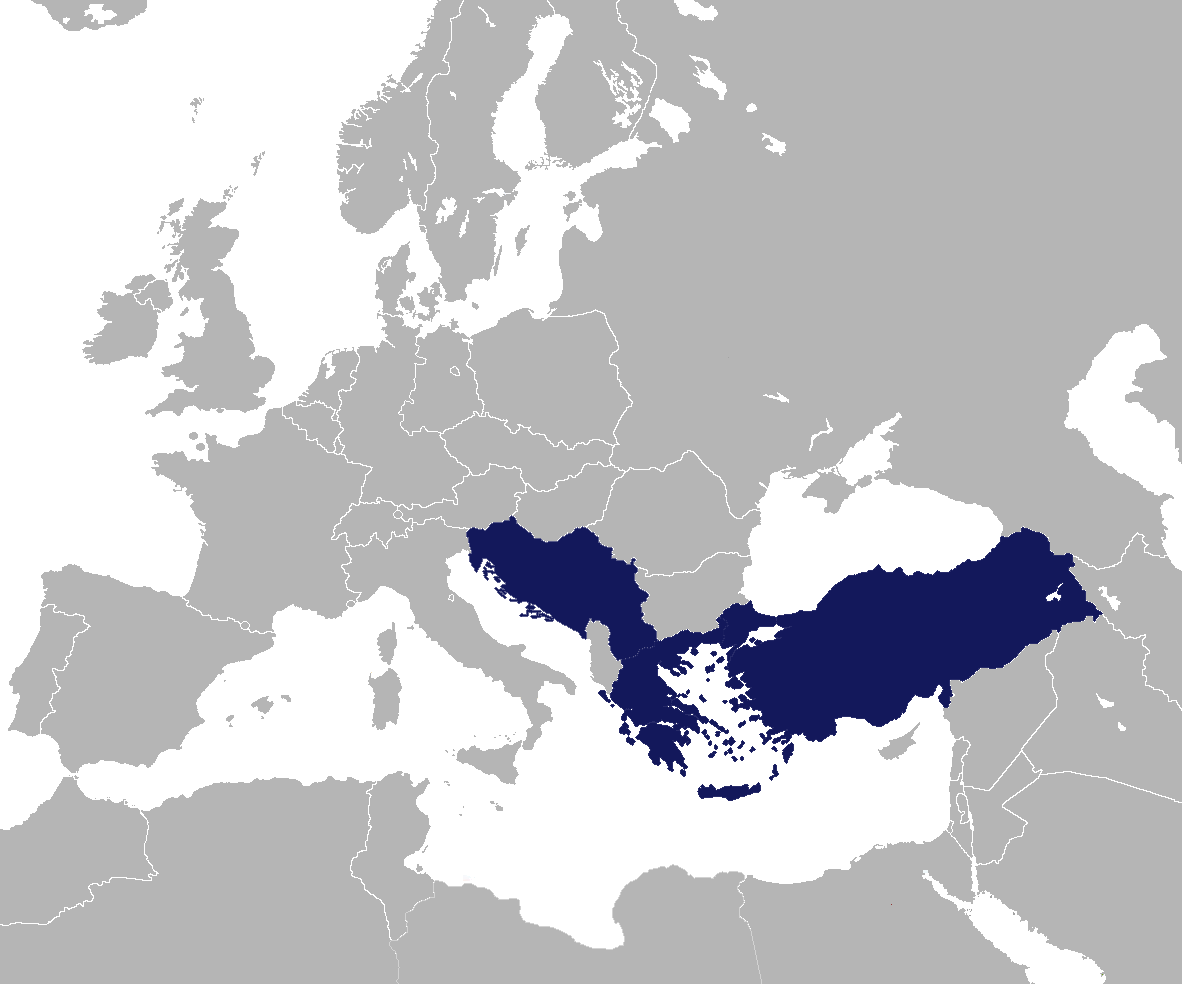
Pacto dos Bálcãs

O Pacto dos Bálcãs de 1953 ou Aliança Balcânica (oficialmente: "Acordo de Amizade e Cooperação") foi um tratado assinado pela Grécia, Turquia e Iugoslávia em 28 de fevereiro de 1953, em Ancara (Turquia). O tratado deveria atuar como uma barreira contra a expansão soviética na região dos Bálcãs. Foi prevista a eventual criação de uma equipe militar conjunta para os três países. Nessa altura, a Turquia e a Grécia já eram membros plenos da OTAN. A Iugoslávia comunista, no entanto, não quis aderir à OTAN. O Pacto dos Bálcãs era uma possibilidade de associar a Iugoslávia com a OTAN de forma indireta.

## Causas
Após a Segunda Guerra Mundial, a Iugoslávia encerrou a sua cooperação com a União Soviética e ficou do lado do Ocidente na Guerra Fria. Com receio de uma invasão da União Soviética, a Iugoslávia rapidamente estabeleceu alianças e acordos  políticos e de defesa com o Ocidente. O Ocidente considerou a Iugoslávia um país importante e apoiou a sua independência. O Pacto dos Bálcãs foi uma maneira do Ocidente de proteger a Iugoslávia contra o Oriente, e manter o comunismo afastado. O Pacto dos Bálcãs foi assinado em 1953 pela Iugoslávia, Grécia e Turquia. Este foi um acordo político para incluir a Iugoslávia no sistema de defesa e no sistema de ajuda econômica ocidental por causa das ameaças crescentes que a Iugoslávia recebia do Oriente. Este acordo foi estabelecido como uma proteção para a Iugoslávia. 

## O Acordo
Os acordos relativos à criação do Pacto dos Bálcãs começaram com um tratado político em Ancara, em fevereiro de 1953, e terminaram com um tratado militar em Bled, em agosto de 1954. O Acordo teve 14 artigos; incluindo um acordo para resolver disputas internacionais sem força, assistência militar a cada país caso alguém atacasse o outro, bem como manter e reforçar a sua capacidade defensiva. Foi acordado que os representantes de cada país se encontrariam duas vezes por ano, durante 20 anos. Também respeitariam os tratados anteriores que estavam em vigor no momento, como o Tratado de Amizade e Cooperação e a Carta das Nações Unidas.

## Efeitos
A nova aliança demonstrou sua debilidade desde o início. Alguns dias depois de seu surgimento, Josef Stalin faleceu. Dado que o novo governo soviético começou a relaxar suas críticas à Iugoslávia, a liderança comunista iugoslava esteve mais disposta a abandonar a sua cooperação aberta com os países ocidentais.
No decorrer de 1954 e 1955, a abertura da Iugoslávia para a União Soviética resultou em uma mudança de ponto de vista acerca da importância  militar do Pacto dos Bálcãs. A visita do primeiro-ministro turco Adnan Menderes a Iugoslávia em maio de 1955 (apenas três semanas antes da visita de Nikita Khrushchev a Josip Broz Tito) mostrou as diferentes visões iugoslavas e turcas da situação internacional. O premier turco Menderes estava interessado em um âmbito completo da cooperação prevista na Aliança dos Bálcãs. Já a Iugoslávia estava relutante em  adotar qualquer medida que pudesse dar um significado adicional a parte militar do Pacto dos Bálcãs.
Logo depois, a disputa de Chipre entre a Turquia e a Grécia estourou e tornou-se um novo perigo para a Aliança Balcânica.
Após a Revolução Húngara de 1956, Tito mostrou algum interesse em reviver a aliança. Mas, por causa do conflito de Chipre, a tentativa de Tito de mediação entre a Turquia e a Grécia falhou.
O Pacto dos Bálcãs incluiu a Iugoslávia para o sistema de defesa ocidental, que reforçou a segurança do país. Também levantou alguns problemas para Tito e a Liga dos Comunistas da Iugoslávia, e aproximou iugoslavos e gregos. O Pacto dos Bálcãs indiretamente intensificou os conflitos internacionais e ideológicos.